# Meester van de Bijbel van Jean de Sy

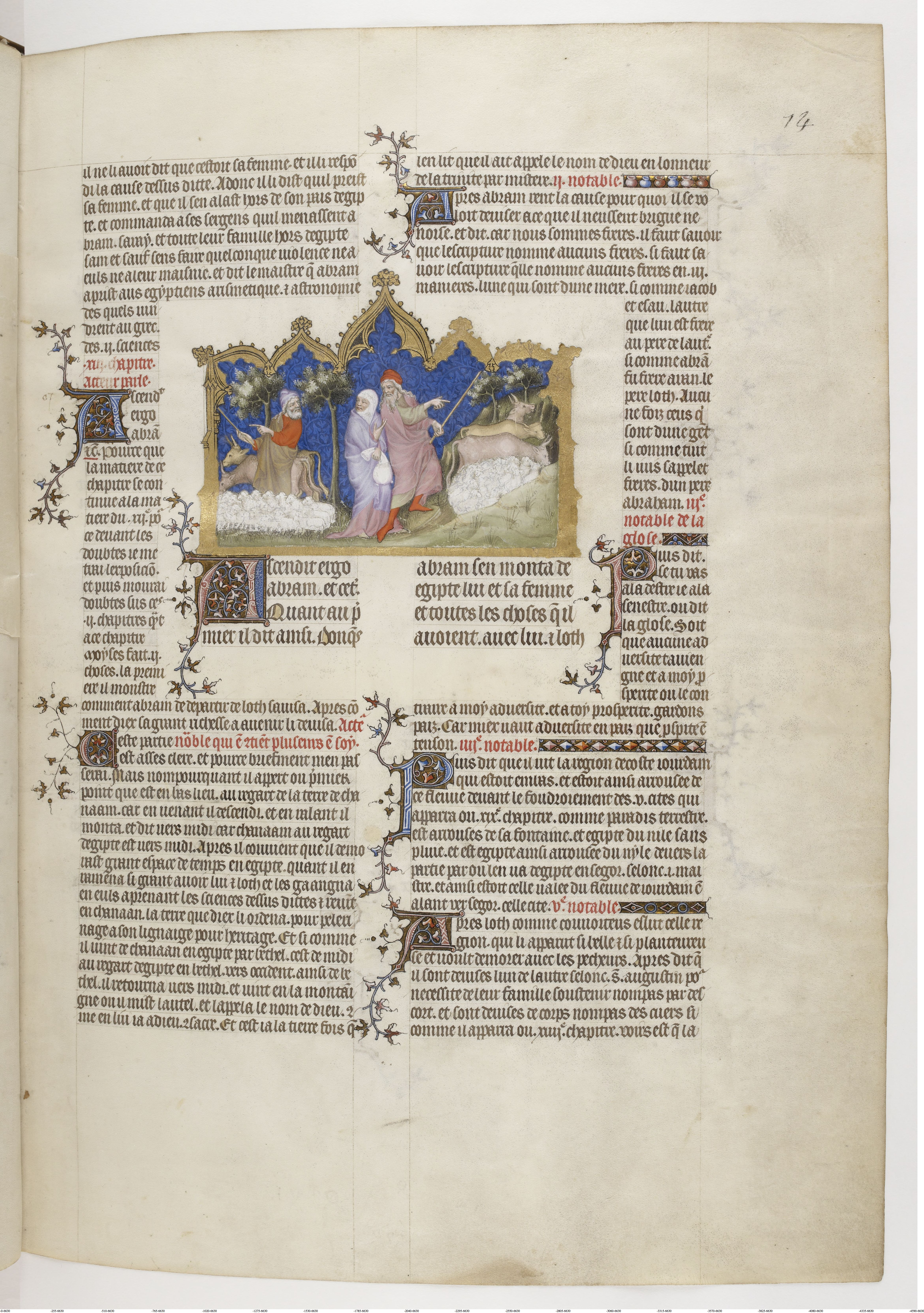
Bijbel van Jean de Sy, f14r, de scheiding van Abraham en Lot

De Meester van de Bijbel van Jean de Sy is de noodnaam voor een anonieme miniaturist die actief was in de boekverluchting in Parijs tussen 1355 en 1380. Hij kreeg zijn naam naar een Bijbel die door Jean de Sy vertaald was voor Jan II De Goede, werk dat nu bewaard wordt in de Bibliothèque nationale de France (BnF) als ms. fr. 15397.

## Maître des boqueteaux
Wellicht gaat het om meer dan één verluchter die uit Vlaanderen of mogelijk uit Brabant afkomstig was. Hij was vroeger gekend als de
“maître des boqueteaux” wat men zou kunnen vertalen als “meester van de kleine bosjes”, de noodnaam hem gegeven door Henri Martin, die ook de eerste catalogus van zijn werk opstelde. Maar andere miniaturisten in Parijs die in diezelfde periode werkten, onder meer de Meester van Le Remède de Fortune (Parijs, BnF, ms. fr. 1586) schilderden dezelfde paraplu-bomen in bosjes bij elkaar, zodat de naam uiteindelijk niet zo geschikt bleek en men de miniaturist is gaan noemen naar zijn eerste bekende werk.

## Stijlkenmerken

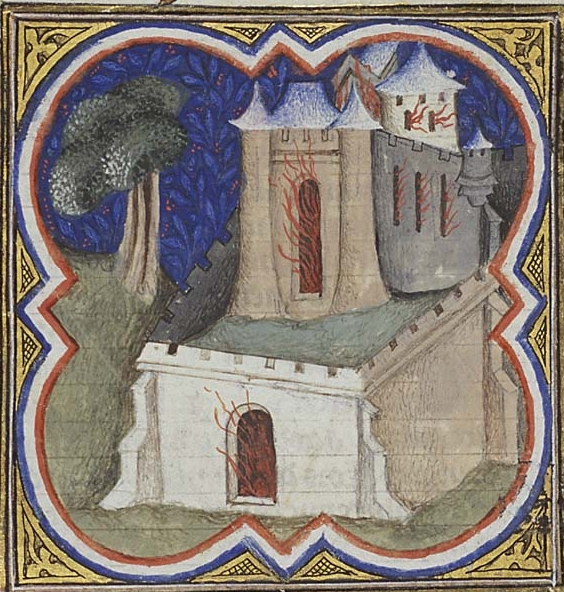
Historiebijbel, Den Haag, MMW, 10 B 23, f192r

Zoals zijn voorganger, de Meester van de Remède de Fortune , breekt de Meester van de Bijbel van Jean de Sy met de hoofse stijl en gaat veel meer realistisch schilderen, hij probeert heel getrouw de natuur na te schilderen. Hij plaats kleine figuren in groene landschappen die verlevendigd worden met allerlei dieren en bloemen en de reeds vermelde paraplubomen. Deze stijl was radicaal nieuw in het Parijs van 1350. Het is op basis van deze realistische stijl dat de kunsthistorici veronderstellen dat hij afkomstig was van Vlaanderen of Brabant, de bakermat van het pre-eyckiaans realisme. De meester en zijn atelier waren toonaangevend in Parijs tijdens de regering van Karel V (1364-1380), van wie hij verscheidene opdrachten kreeg. Hij werkte samen met Jan Boudolf die de openingsminiatuur maakte voor de Historiebijbel die Jean de Vaudetar maakte voor Karel V in 1372 (Den Haag, MMW, 10 B 23). Hij schilderde een aantal miniaturen in dit werk.

## Bijbel van Jean de Sy
In 1356 leed koning Jan een zware nederlaag tegen de Engelsen, waar hij samen met één aartsbisschop, dertien graven, vijf burggraven, 21 baronnen en 2000 ridders en schildknapen en zijn jongste zoon Filips de Stoute werden krijgsgevangen gemaakt. (Slag bij Poitiers). De Engelsen waren bereid hem in vrijheid te stellen tegen een gigantische losprijs van drie miljoen franken. Dit betekende het einde van het werk aan de Bijbel van Jean de Sy. We vinden in de Bijbel dan ook een groot aantal schetsen ter voorbereiding van de miniaturen die niet werden ingekleurd. Enkele miniaturen zijn volledig van de hand van de meester, een andere meester werkte een aantal van de miniaturen af na 1380. Dankzij de onafgewerkte miniaturen kunnen we vandaag het tekentalent van de meester bewonderen.

## Werken
- Jean de Sy, Bijbel, na 1356, Parijs, BnF, ms, fr. 15397
- Historiebijbel (vervolledigd),[6] 1356-1357, Londen, British Library, Royal 17.E.VII.
- Ptolemaeus, Quadripartitum, met glossen van Ali Ibn Ridwan [Hali Abenrudian], Franse vertaling Guillaume Oresme, 1360-1365, Parijs, BnF, Français 1348
- Titus Livius, Ab urbe condita, in het Frans vertaald door Pierre Bersuire, 1370 ?, Parijs, Bibliothèque Sainte-Geneviève, 0777
- Werken van Guillaume de Machaut, 1370-1372, Cambridge, Corpus Christi College Library, Ferrell 1
- Grandes chroniques de France, 1370-1380, Parijs, BnF, Fr. nouv. acq. 28876
- Historiebijbel (vervolledigd), 1370-1375, Parijs, Bibliothèque de l'Arsenal, 5212 en Hamburg, Kunsthalle, Kupfertichkabinett, fr. 001
- Historiebijbel (vervolledigd), 1372, Den Haag, Koninklijke Bibliotheek (Nederland), MMW, 10 B 23
- Guillaume de Machaut , Poésies, 1372-1377, Parijs, BnF, Français 1584
- Sint Augustinus, De civitate Dei, vertaald in het Frans door Raoul de Presles (Boek I-X), 1376-1377, Parijs, BnF, Français 22912
- Gebedenboek van Filips de Stoute, 1376-1378, 1451, Brussel, Koninklijke Bibliotheek van België [I] 11035-11037 en Cambridge, Fitzwilliam Museum, 003-1954
- Evrart de Trémaugon, Songe du verger, 1378, Londen, British Library, Royal 19.C.IV.
- Wauchier de Denain, Histoire ancienne; Les Faits des Romains, 1360-1400, Parijs, BnF, Français 246.